# Mânuitorul de păpuși (film din 1954)
Mânuitorul de păpuși (titlul original: în germană Pole Poppenspäler, grafiat la aceea dată Mînuitorul de păpuși) este un film de familie dramatic, est-german, realizat în 1954 de regizorul Arthur Pohl în studioul DEFA, după nuvela omonimă din 1874 a scriitorului Theodor Storm, protagoniști fiind actorii Heliane Bei, Heinz Höpner, Willi Kleinoschegg și Annemarie Hase.

## Rezumat
În călătoria sa, calfa nord-germană Paul o reîntâlnește pe prietena lui din copilărie, Lisei, fiica păpușarului. Amândoi se iubesc, se căsătoresc, iar Paul se întoarce în orașul natal cu Lisei și bătrânul ei tată. Este un meșter respectat, dar cetățenii, care se caracterizează prin aroganță de clasă, nu sunt pregătiți să-i accepte soția lui Paul. Insultele constante o deprimă pe Lisei și pe tatăl ei, dar Paul rămâne ferm alături de ei. El chiar este de acord ca socrul său să-și reia spectacolul de păpuși. Prima reprezentație se transformă într-un eșec căruia bătrânul nu supraviețuiește. Cu toate acestea, dragostea lui Lisei și Paul este puternică, ei sfidează ridicolul și aroganța oamenilor.

## Distribuție
- Heliane Bei – Lisei
- Heinz Höpner – Paul Paulsen
- Willi Kleinoschegg – tatăl Tendler
- Annemarie Hase – Kröpellieschen
- Leny Marenbach – dna. Paulsen
- Wilhelm Koch-Hooge – dl. Paulsen
- Lou Seitz – maestra
- Herbert Richter – licitatorul
- Rudolf Klix – Probst
- Aribert Grimmer – mecanicul Schmidt
- Agnes Kraus – dna. Schmidt
- Egon Vogel – vânzătorul de metraj
- Rudolf Schröder – ucenicul Heinrich
- Charles-Hans Vogt – inspectorul închisorii
- Eduard Bornträger – doctorul
- Michael Chevalier – primul fiu
- Willi Puhlmann – al doilea fiu
- Herbert Rüdiger – un cetățean
- Nico Turoff – primul măcelar
- Fredy Barten – al doilea măcelar
- Hans Hellenberger – comisarul
- Elsa Korén – Mama în sala de licitații
- Erwin Luck – căpitanul
- Erich Nadler – primul cetățean
- Ellen Plessow – prima cetățeancă
- Arthur Reppert – al doilea cetățean
- Friedrich Radtke – Stadtausrufer
- Klara Reschke – a doua cetățeancă
- Leo Sloma – birtașul
- Axel Triebel – a treia cetățeancă
- Wolfgang Schwarz – Paul copil
- Ines Henning – Lisei copil
- Paula Braend – doamna Tendler